# اس‌اس کالیفرنیا
اس‌اس کالیفرنیا (به انگلیسی: SS Californian) یک کشتی‌ است که طول آن ۴۴۷ فوت (۱۳۶ متر) می‌باشد. این کشتی‌ در سال ۱۹۰۱ ساخته شد.